# Alimosho
Alimosho é uma cidade e área de governo local na divisão de Ikeja, no estado de Lagos, na Nigéria.